# Herb Jezioran
Herb Jezioran – jeden z symboli miasta Jeziorany i gminy Jeziorany w postaci herbu.

## Wygląd i symbolika
Herb przedstawia na błękitnej tarczy biały zamek z trzema czerwonymi dachami nad gałązką o trzech liściach.

## Historia
Wizerunek herbowy widnieje na najstarszej pieczęci miejskiej, natomiast na późniejszych z XVI w., przedstawiono kościół, a na dziewiętnastowiecznych trzy wieże. Herb uchwalony w 2019 roku w statucie miasta zaprojektowała Genowefa Wojciak w 1972/1973 roku.